# Fokker 100
Fokker 100 là máy bay phản lực có cánh quạt trong cỡ vừa, hai động cơ được công ty Fokker sản xuất.
Chi phí vận hành thấp và hầu như không có đối thủ cạnh tranh trong hạng máy bay tầm ngắn 100 chỗ đã khiến nó là máy bay được bán chạy nhất khi được giới thiệu ra thị trường cuối thập niên 1980, nhưng các kiểu máy bay cải tiến của hãng Boeing là Boeing 737 và Airbus là Airbus A319 đã gây ảnh hưởng lên số lượng tiêu thụ khiến Fokker vỡ nợ. Việc sản xuất đã dừng lại năm 1997 với 283 chiếc máy bay đã được giao. Tháng 8 năm 2006 229 chiếc Fokker 100 vẫn hoạt động trong các hãng hàng không với 47 chiếc khắp nơi trên thế giới.

## Lịch sử
Fokker 100 được trình làng vào năm 1983 để thay thế Fokker F28 phổ biến nhưng đã lỗi thời. Điểm khác biệt dễ nhận thấy nhất là thân máy bay dài hơn, điều này làm tăng chỗ ngồi 65% từ 65 chỗ ở F28 lên 107 chỗ và bố trí cấu hình ghế 3-2. Fokker cũng đã giới thiệu thiết kế cánh cho chiếc Fokker 100 mà họ tuyên bố rằng có hiệu suất cao hơn 30% khi bay. Động cơ đã được nâng cấp thành động cơ phản lực có cánh quạt trong hiện đại của Rolls-Royce Tay còn buồng lái thì được nâng cấp với hệ thống điều khiển bằng màn hình.

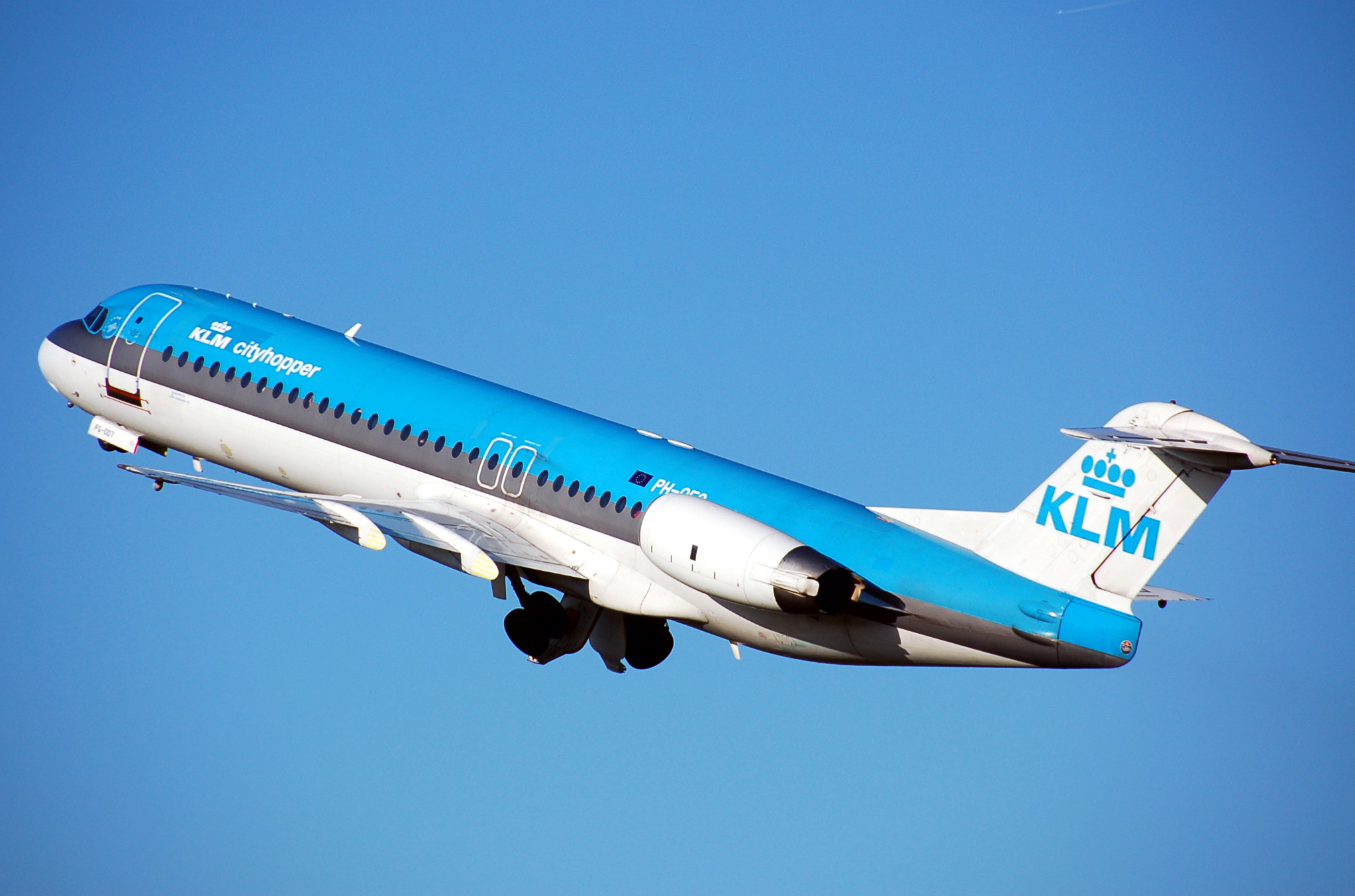
KLM Cityhopper Fokker 100.

## Các hãng đang vận hành
| - Aero Mongolia - Air Affaires Gabon - Air Bagan - Air Berlin - Air Burkina - Air Niugini - Alliance Airlines - Alpi Eagles - Austrian (In the Austrian Arrows Subsidiary) - Avianca - Blue Line - Brit Air - Canadian North - Carpatair - Click Mexicana - Cosmic Air - Dutch Antilles Express - GAE Aviation - Girjet - Helvetic Airways - Inter Airlines | - Iran Air - Iran Aseman Airlines - IRS Airlines - Jetairfly - KLM Cityhopper - Mandarin Airlines - Mexicana de Aviación - Moldavian Airlines - Montenegro Airlines - OceanAir - Portugalia - Pt Caltex Pacific Indonesia - Pt Pelita Air Service (Indonesia) - Pt Transwisata Prima Aviation (Indonesia) - Régional Compagnie Aerienne Europe - Skywest Airlines (Australia) - Spanair - TAM Airlines - Trade Air - Tyrolean Airways - Wayra Peru |

Các hãng đang sử dụng 229 chiếc Fokker 100 (đến thời điểm tháng 8 năm 2006) gồm: Alpi Eagles (10), Iran Aseman Airlines (12), Austrian Arrows (16), Brit Air (13), Air Berlin (14), KLM Cityhopper (20), Régional (10), Click Mexicana (16), OceanAir (16), Avianca (13) và TAM Linhas Aéreas (18). 29 hãng khác cũng dùng loại máy bay này.

## Thông số
Đặc điểm tổng quát
- Tổ lái: 2 flight crew, 2 to 3 cabin crew
- Sức chuyên chở: Passenger capacity: 85 to 122, 107 typical
- Chiều dài: 35.53 m (116 ft 6 in)
- Sải cánh: 28.08 m (92 ft 1 in)
- Chiều cao: 8.5 m (27 ft 10 in)
- Trọng lượng có tải: 44.500 kg (97.900 lb)
- Động cơ: 2 × Rolls-Royce Tay Mk. 650-15 turbofans, 67 kN (15.100 lbf) mỗi chiếc
- * Horizontal stabilizer span: 10.04 m (32 ft 11 in)
- Fuselage diameter: 3.30 m (10 ft 10 in)

 Hiệu suất bay 
- Vận tốc cực đại: 0.77 Mach (845 km/h, 521 mph)
- Vận tốc hành trình: 0.72 Mach (755 km/h, 466 mph)
- Tầm bay: 4.300 km (4.750 km in the ER versions) (2.322 nm, 2652 mi)
- Trần bay: 37.000 ft (11.300 m)

## Tai nạn và sự cố
- Ngày 27 tháng 12 năm 2019: chuyến bay 2100 của Bek Air biến mất khỏi radar lúc 7:05 sáng giờ địa phương. Nó đang chở 98 hành khách. Ít nhất 66 người sống sót với thương tích, 50 người trong số họ nhập viện.

## Related content
- Fokker

Máy bay liên quan
- Fokker 70

Danh sách liên quan
- List of civil aircraft
- List of aircraft manufacturers